# Schwarzenborn (Hesse)
Schwarzenborn é um município da Alemanha, situado no distrito de Schwalm-Eder, no estado de Hesse. Tem 26,90 km² de área, e sua população em 2019 foi estimada em 1.159 habitantes.